# 프란티셰크 야쿠베츠
프란티셰크 야쿠베츠(František Jakubec)는 체코의 전 축구 수비수였다. 그는 1982 스페인 월드컵에 참가한 바 있다.